# Fluierar cu picioare roșii

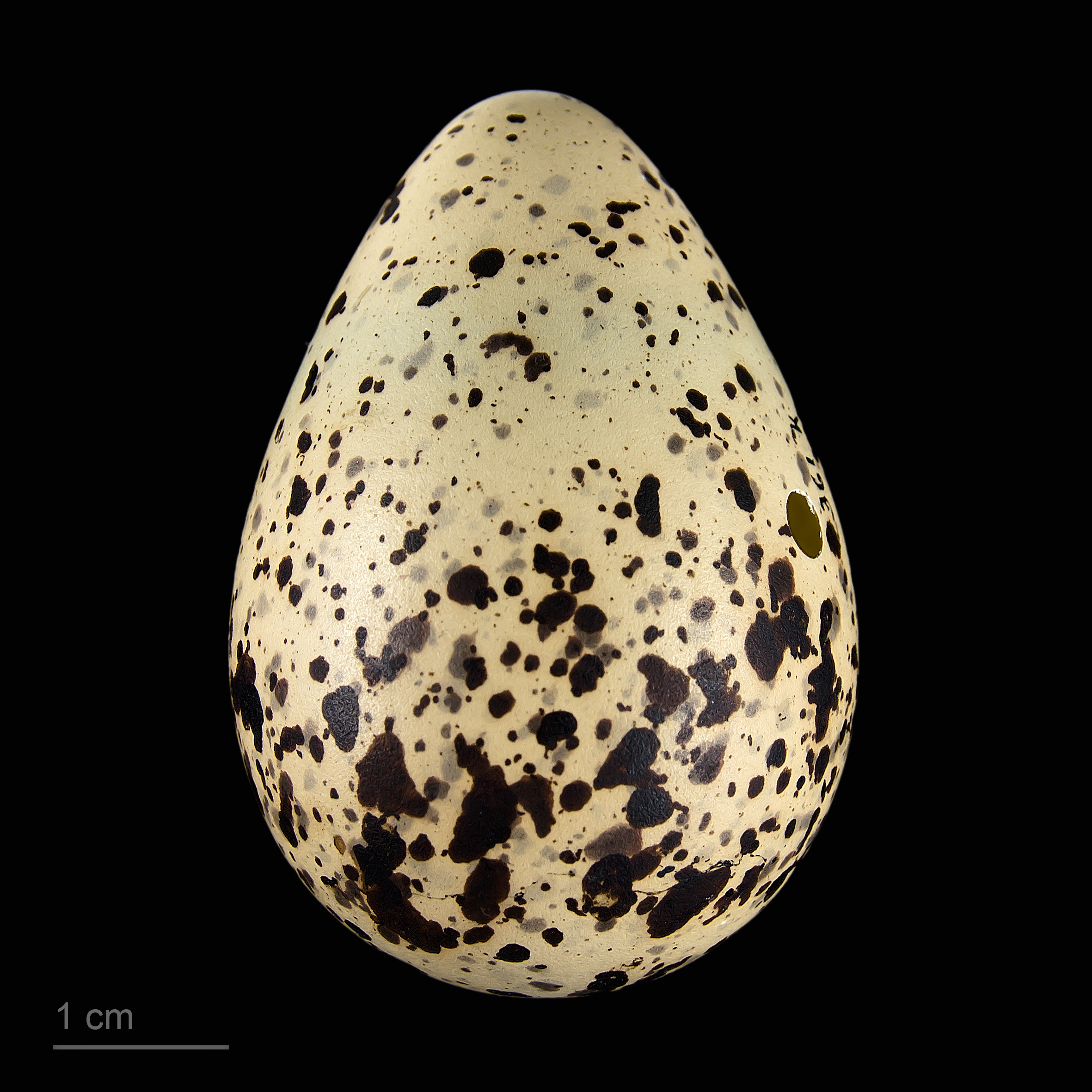
Tringa totanus totanus - MHNT

Fluierarul cu picioare roșii sau fluierarul picior-roșu (Tringa totanus) este o pasăre migratoare limicolă din familia scolopacidelor (Scolopacidae), ordinul caradriiformelor (Charadriiformes) care cuibărește în pajiștile umede și mlaștinile din toată Europa și din regiunile temperate ale Asiei. Iernează în regiunile mediteraneene din sud-vestul Europei, pe țărmurile din Africa  și din sudul Asiei. Are o talie de 28 cm,  spatele este cafeniu cu pete lunguiețe mai închise, abdomenul alb, picioarele sunt roșii-portocalii.  În perioada de reproducere se hrănește cu insecte, viermi și păianjeni; în restul timpului, consumă moluște, crustacee, uneori pește mici și mormoloci.
În România cuibărește mai ales în Delta Dunării și lacurile dobrogene, în vegetația grindurilor nisipoase sau mâloase, mai ales în sărături, alături de nagâți; este foarte numeros în pasaj. Toamna migrează spre sud-vestul Europei, țărmurile africane  ale  Mării Mediterane și tot sud-vestul Asiei, până în sudul Indiei, exemplare izolate rămân în România și în sezonul rece la ape sărate. În România se întâlnește  subspecia Tringa totanus totanus.

## Subspecii
- Tringa totanus craggi (Hale 1971)
- Tringa totanus eurhina (Oberholser1900)
- Tringa totanus robusta (Schioler 1919)
- Tringa totanus terrignotae (Meinertzhagen & A. Meinertzhagen 1926)
- Tringa totanus totanus (Linnaeus 1758)
- Tringa totanus ussuriensis (Buturlin 1934)